# Jenny Kruse
Jenny Kruse (* 21. September 1991 in Elmshorn) ist eine deutsche Film-Schauspielerin, Model und YouTube-Moderatorin. In den Sozialen Medien tritt sie unter dem Pseudonym Jenny Define auf.

## Leben
Kruse lebt in einer Kleinstadt in der Nähe von Hamburg, in der sie auch aufgewachsen ist. Seit der Grundschule steht sie auf der Theaterbühne und vor der Kamera. 
Ihre erste bedeutende Rolle hatte Kruse 2013 in dem Krimi Der Mörder unter uns der Fernsehreihe Unter anderen Umständen. Sie spielte die weibliche Hauptrolle Sarah Rosenfels, deren Mordfall von den Kommissaren Jana Winter und Matthias Hamm geklärt wird. 
Im Jahr 2021 gründete Kruse gemeinsam mit ihrer Kollegin Jette Wetzel den Podcast Geistesblitz.

## Filmografie
- 2013: Unter anderen Umständen: Der Mörder unter uns
- 2022: Touché